# أندرو ويلسون (لاعب كرة قدم بريطاني)
أندرو ويلسون (بالإنجليزية: Andrew Wilson)‏ هو مدرب كرة قدم ولاعب كرة قدم بريطاني (وحمل سابقاً جنسية المملكة المتحدة لبريطانيا العظمى وأيرلندا) في مركز الهجوم، ولد في 10 ديسمبر 1880 في المملكة المتحدة، وتوفي في 13 مارس 1945. لعب مع شيفيلد وينزداي.

## وصلات خارجية
- أندرو ويلسون على موقع الاتحاد الإسكتلندي (الإنجليزية)
- أندرو ويلسون على موقع قاعدة بيانات كرة القدم.إي يو (الإنجليزية)
- أندرو ويلسون على موقع ناشيونال فوتبول تيمز (الإنجليزية)